# Porter Robinson
Porter Weston Robinson (født 15. juli 1992) er en amerikansk musikproducer.